# جایزه بزرگ فرانسه ۱۹۷۹
جایزه بزرگ فرانسه ۱۹۷۹ (انگلیسی: ‎1979 French Grand Prix‎) یک مسابقهٔ موتوری در رشتهٔ اتومبیل‌رانی فرمول یک بود که در تاریخ ۱ ژوئیهٔ ۱۹۷۹ در دیژان-پرنوا واقع در دیژون، فرانسه برگزار شد. این گراند پری در میان ۱۵ گراند پری در فصل ۱۹۷۹، مسابقهٔ شمارهٔ ۸ بود.
در این مسابقه که در ۸۰ دور و به مسافت ۳۰۴٫۰۸ کیلومتر (۱۸۸٫۹۴۷ مایل) برگزار شد، پول پوزیشن توسط ژان-پیر جابوی کسب شد و سریع‌ترین زمان برای طی یک دور پیست که برابر با ۱:۰۹٫۱۶ بود نیز توسط رنه آرنوکس به ثبت رسید.
ژان-پیر جابوی از تیم رنو، ژیل ویلنوو از تیم فراری و رنه آرنوکس از تیم رنو به‌ترتیب مقام‌های اول تا سوم مسابقه را کسب کردند.

## رده‌بندی قهرمانی پس از مسابقه
| جایگاه | راننده        | امتیاز  |
| ------ | ------------- | ------- |
| ۱      | جودی شکتر     | ۳۰ (۳۴) |
| ۲      | ژیل ویلنوو    | ۲۶      |
| ۳      | ژاک لافیت     | ۲۴      |
| ۴      | پاتریک دیپلر  | ۲۰ (۲۲) |
| ۵      | کارلوس روتمان | ۲۰ (۲۵) |
| منبع:  |               |         |

| جایگاه | سازنده       | امتیاز |
| ------ | ------------ | ------ |
| ۱      | فراری        | ۶۰     |
| ۲      | لیجیه-فورد   | ۴۶     |
| ۳      | لوتوس-فورد   | ۳۷     |
| ۴      | تایرل-فورد   | ۱۷     |
| ۵      | ویلیامز-فورد | ۱۴     |
| منبع:  |              |        |

یادداشت
- تنها پنج جایگاه نخست از هر رده‌بندی نمایش داده شده است.